# Karl Joseph von Paar
Graf Karl Joseph von Paar (* 20. Mai 1654; † 12. Mai 1725 in Wien) war der oberster Reichs-, Hof- und der kaiserlichen Lande General-Erbpostmeister; er diente den Kaisern Leopold I. und Joseph I.
Seine Eltern waren der Graf Karl von Paar († 1661) und dessen Ehefrau, die Freiin Franziska Polyxena von Schwanberg.
Als der Kaiser Karl VI. zu seinen Neuerwerbungen nach Oberitalien reiste, begrüßte ihn hier der Grafen. Außerdem begleitete er den künftigen Kaiser zur Krönung nach Frankfurt (22. Dezember 1711). Im folgenden Jahre wurde er Träger des Ordens vom Goldenen Vlies. Im Jahre 1722 musste der Graf die Verwaltung der Posten an die Hofkammer abgeben. Er durfte aber die Titel behalten und erhielt eine ewige Rente von 80.000 fl.
Der Graf besaß auch eine wertvolle Sammlung alter Münzen, welche Kaiser Karl VI. ankaufte. Diese wurde mit dem kaiserlichen Schatz in einem Raum der neuerbauten Hofbibliothek eingelagert.

## Familie
Der Graf heiratete am 4. Mai 1678 die Gräfin Maria Renata von Sternberg (* 1658; † 17. Februar 1724), Tochter von Adolph Wratislaw von Sternberg. Das Paar hatte mehrere Kinder:
- Maria Theresia (* 3. Juni 1683; † 30. Juni 1765)

⚭ 1700 Graf Johann Joseph von Trauttmansdorff (* 7. August 1676; † 20. April 1713)
⚭ Graf Leopold von Rottal († 1724)
- Johann Adam (* 7. November 1680; † 5. April 1737) ⚭ 1703 Gräfin Maria Josepha Antonia von Oettingen-Spielberg (* 17. Januar 1686; † 22. März 1771)
- Johann Leopold Judas Thaddäus Desiderius Adam (* 23. Mai 1693; † 25. Juni 1741) ⚭ 2. Juni 1715 Gräfin Maria Theresia von Sternberg († 29. März 1761)